# Жан IV Орлеанський
Жан IV Орлеа́нський або Жан-Карло П'єр Марі Орлеанський (19 травня 1965) — голова Орлеанського королівського дому з Бурбонської династії. Претендент на трон Франції під ім'ям Жан IV з 21 січня 2019 року. Після смерті свого старшого брата Франсуа Орлеанського став найстаршим в Орлеанському домі.
Також має титул графа Парижу та герцога Орлеанського.

## Життєпис
Другий син Анрі VII, орлеанського претендента на трон Франції та графа Паризького й герцогині Марії Терези Вюртембергської. Його дід по лінії батька — Анрі (Генріх) Орлеанський, граф Паризький — Анрі VI (1908—1999). Дід по лінії матері Філіп Альберт, герцог Вюртембергський — претендент на трон Вюртемберга як Філіп II (1893—1975).
27 вересня 1987 року Жан Орлеанський отримав від свого діда Генріха VI титул герцога де Вандома. У нього був старший брат Франсуа, граф де Клермон, який так само, як і їхня сестра Бланш, мадемуазель де Валуа, страждав на токсоплазмоз.
Глава Орлеанського королівського дому з 21 січня 2019 року, після смерті батька Генріха Орлеанського (1933—2019), претендент на французький престол під ім'ям Жан IV від партії орлеаністів. Його спадкоємцем із титулом Його королівської високості дофіна Франції є його старший син, принц Гастон Орлеанський (нар. 2009).